# Dunaverty Castle

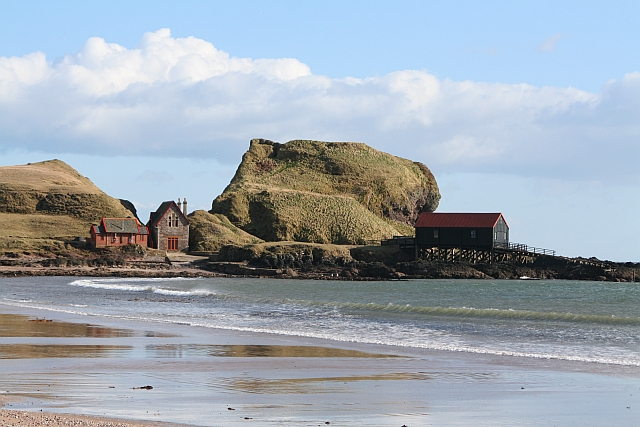
Die Landzunge, auf der einst Dunaverty Castle stand

Dunaverty Castle ist eine Burgruine in Southend am südlichen Ende der Halbinsel Kintyre in der schottischen Council Area Argyll and Bute. Einst lag dort ein Fort des Clan MacDonald. Heute ist davon nur noch wenig erhalten, die Überreste gelten als Scheduled Monument.

## Geschichte
Die Überreste von Dunaverty Castle liegen auf einer felsigen Landzunge an der Südostecke von Kintyre. Diese Landzunge bildet eine natürliche Festung, die auf drei Seiten vom Meer umgeben und nur von Norden zugänglich ist. Mit dem Festland ist sie nur durch einen schmalen Landstreifen verbunden. Die Burg war über eine Zugbrücke zugänglich.

### 13. Jahrhundert
1248 erlaubte König Heinrich III. von England Walter Byset, Vorräte für Dunaverty Castle zu kaufen, das er eingenommen hatte und gerade befestigte, offensichtlich als Rache für die Gastfreundschaft, die der schottische König Alexander II. bestimmten englischen Piraten gewährt hatte. Doch wurde noch im selben Jahr die Burg von Allan, dem Sohn des Earl of Atholl, eingenommen und Byset gefangen genommen.
1263 wurde Dunaverty Castle vom König Alexander III. während des schottisch-norwegischen Krieges gegen König Håkon IV. mit einer Garnison belegt.
Später musste sich die Burg den Norwegern ergeben, die sie wiederum Dubhghall mac Ruaidhrí, einem ihrer standfestesten Unterstützer auf den Hebriden, verlehnten. Mit dem Verschwinden der norwegischen Vorherrschaft auf den Hebriden nach 1263 scheint Alexander III. die Burg zurückerobert zu haben.

### 14. Jahrhundert
Ende 1306 scheint König Robert the Bruce sich auf Dunaverty Castle in Sicherheit gebracht zu haben. Laut dem Heldengedicht The Brus weilte der König dort drei Tage lang bei Aonghus Óg Mac Domhnaill, bevor er zur Insel Rathlin weitersegelte. Zeitgenössische Quellen offenbaren aber, dass sich die Burg bereits unter der Kontrolle des Königs befand; der König hatte sie von einem gewissen Maol Coluim im März erworben. Im September dieses Jahres musste sich die Burg einer englischen Belagerung ergeben, aber der schottische König war dort nicht aufzufinden.

### 15. Jahrhundert
1493 verwirkte der vierte und letzte Lord of the Isles seinen Titel an König Jakob IV. 1494 hatte der König Dunaverty Castle mit einer Garnison belegt und mit Verpflegung ausgestattet. Man erzählt sich, dass die MacDonalds unter der Führung von Sir John MacDonald, den der König kürzlich zum Ritter geschlagen hatte, die Burg zurückeroberten, noch bevor der König nach Stirling abgereist war, und dass die Leiche des königlichen Statthalters der Burg über die Burgmauer in Sichtweite des Königs und seiner abrückenden Entourage gehängt wurde. Sir John MacDonald wurde später von Maclain of Ardnamurchan gefangen genommen. Ihm wurde der Prozess gemacht und er wurde auf dem Burgh Muir bei Edinburgh gehängt.

### 16. Jahrhundert
Zwischen 1539 und 1542 wurde die Burg im Auftrag der Krone repariert. Im Januar 1544 erhielt der Captain, Konstabler und Statthalter von Dunaverty Castle in Maria Stuarts Namen den Auftrag, die Burg mit ihrer Artillerie und Munition an den Earl of Argyll auszuliefern, und im April desselben Jahres erhielt der Earl of Argyll einen Pachtvertrag über 12 Jahre für Nord- und Südkintyre, einschließlich der Burg. 1588 wurde Dunaverty Castle vom Earl of Surrey angegriffen, der aber keinen Schaden anrichtete.

### 17. Jahrhundert
1626 wurde die Lordship of Kintyre zugunsten des Earl of Argyll wieder errichtet und Dunaverty Castle wurde zum Hauptsitz bestimmt. Der Earl of Argyll vermachte die Lordship of Kintyre John, seinem ältesten Sohn aus zweiter Ehe, der sie 1635 in Dunaverty in einer Charta Viscount Dunluce, dem ältesten Sohn von Randal MacDonnell, 1. Earl of Antrim, garantierte. Dieser Transfer wurde vom Scottish Privy Council nicht bestätigt, zweifellos auf Betreiben des ältesten Sohns des Earl of Argyll aus erster Ehe, des Marquis of Lorn, der seines Vaters Vermächtnis der Lordship an seinen jüngeren Halbbruder bitter missbilligte. Am 12. Dezember 1636 erhielt der Marquis of Lorn eine Charta mit dem Großen Siegel über die Lordship of Kintyre mit Dunaverty Castle als Hauptsitz.
Während des Bürgerkrieges wurde Dunaverty Castle 1647 von schottischen Unterstützern von Oliver Cromwell belagert, die unter der Führung von General David Leslie standen (Leslie wurde später zum Royalisten). Die McDonalds ergaben sich und anschließend wurden 300 von ihnen massakriert. Dieser Vorfall wurde als Schlacht von Dunaverty oder Massaker von Dunaverty bekannt. Heute ist die Burg nur noch eine Ruine, die wegen des Massakers auch Blood Rock genannt wird.